# Porspoder
Porspoder – miejscowość i gmina we Francji, w regionie Bretania, w departamencie Finistère.
Według danych na rok 1990 gminę zamieszkiwały 1373 osoby, a gęstość zaludnienia wynosiła 122 osoby/km² (wśród 1269 gmin Bretanii Porspoder plasuje się na 459. miejscu pod względem liczby ludności, natomiast pod względem powierzchni na miejscu 794.).